# Kabba (langue)
Le kabba est une langue sara parlée en République centrafricaine et au Tchad.